# 墨西哥暖绵鳚
墨西哥暖绵鳚，為輻鰭魚綱鱸形目绵鳚亞目绵鳚科的其中一種，分布於東太平洋區加拉巴哥群島海域，屬底棲性魚類，棲息深度2550-2630公尺，體長可達21.8公分。

## 扩展阅读
維基物種上的相關：墨西哥暖绵鳚